# کریستوفر زوگنا
کریستوفر زوگنا (انگلیسی: Christophe Zugna؛ زادهٔ ۲۱ ژوئن ۱۹۷۶) بازیکن فوتبال اهل فرانسه است.
از باشگاه‌هایی که در آن بازی کرده‌است می‌توان به باشگاه فوتبال نیم المپیک اشاره کرد.